# Stars and bars
Stars and bars är ett grafiskt hjälpmedel som används för att lösa kombinatoriska problem. Det kan bland annat användas till att beräkna antalet sätt man kan lägga n bollar i k korgar.
Stars and bars används inom kombinatorikfallet [Upprepning tillåtet och Ordning har inte betydelse]. Stars and bars används som en grafisk och logisk förklaring till binomialkoefficienten {\displaystyle {\bigl (}{\begin{smallmatrix}n-1\\k-1\end{smallmatrix}}{\bigr )}}eller {\displaystyle {\bigl (}{\begin{smallmatrix}k+n-1\\k-1\end{smallmatrix}}{\bigr )}}som man båda använder för att räkna ut antalet kombinationer 

## Visualisering
Säg att det finns 10 bollar som ska fördelas i 3 korgar. På hur många sätt kan bollarna fördelas? 
Ett sätt att lägga ut bollarna skulle kunna vara: |Korg 1, 2 bollar| |Korg 2, 6 bollar|  |Korg 3, 2 bollar|.

Skulle man sen lägga in det i en talföljd [2, 6, 2] kan det även representeras i Stars and Bars:
★★|★★★★★★|★★ ⇒ Varje ny korg representeras av ett |- tecken.